# Derrick Mein
Derrick Scott Mein (Girard, 26 de agosto de 1985) es un deportista estadounidense que compite en tiro, en la modalidad de tiro al plato. Ganó dos medallas en el Campeonato Mundial de Tiro, en los años 2022 y 2023.

## Palmarés internacional
| Campeonato Mundial | Campeonato Mundial | Campeonato Mundial | Campeonato Mundial |
| Año                | Lugar              | Medalla            | Prueba             |
| ------------------ | ------------------ | ------------------ | ------------------ |
| 2022               | Osijek (Croacia)   | Medalla de oro     | Foso               |
| 2023               | Bakú (Azerbaiyán)  | Medalla de plata   | Foso mixto         |